# Uroš Kovačević
Uroš Kovačević (em sérvio:  Урош Ковачевић, Novi Pazar, 6 de maio de 1993) é um jogador de voleibol sérvio que atua na posição de ponteiro.

## Carreira

### Clube
Kovačević começou a jogar nas categorias de base do l’OK Ribnica Kraljevo de 2013 a 2010. Na temporada 2010–11 tornou-se profissional e foi contratado pelo ACH Volley Ljubljana, onde em duas temporadas conquistou dois títulos do Campeonato Esloveno, duas Copas da Eslovênia e uma Liga da Europa Central; no meio da temporada de 2012–13, foi vendido para o Parmareggio Modena, com o qual conquistou uma Copa Itália.
Em 2015, o ponteiro se transferiu para o Calzedonia Verona, por onde permaneceu por duas temporadas, conquistando o título da Taça Challenge de 2015–16. No final da temporada, o atleta foi emprestado ao Al Arabi para competir o Campeonato Asiático de Clubes, terminando o campeonato com o vice-campeonato. Em 2017, o sérvio fechou contrato com o Itas Trentino. Com o novo clube, o ponteiro conquistou o título do Campeonato Mundial de Clubes de 2018 e a Taça CEV de 2018–19.
Após jogar por oito anos no campeonato italiano, o ponteiro sérvio foi contratado pelo Beijing BAIC Motor, para competir no campeonato chinês. Com o time da cidade de Pequim, conquistou o título do Campeonato Chinês de 2020–21. Em 2021, o ponteiro fechou contrato com o Aluron CMC Warta Zawiercie para defender as cores do time no campeonato polonês.
Após ajudar a equipe da cidade de Zawiercie a conquistar o terceiro lugar na PlusLiga de 2021–22, Kovačević mudou-se para a Rússia para vestir a camisa do Ural Ufa.

### Seleção
Kovačević entrou para a seleção juvenil da Sérvia em 2009. No ano de sua estreia ele conquistou o vice-campeonato do Campeonato Europeu Sub-19 e o título do Campeonato Mundial Sub-19. Estreou na seleção adulta sérvia em 2011 pela Liga Mundial do mesmo ano, terminando o torneio na nona colocação. No mesmo ano ganhou o prêmio de "Atleta Jovem da Sérvia". Kovačević foi membro da equipe sérvia que participou dos Jogos Olímpicos de 2012, onde ficou em nono lugar na classificação geral.
Em 2016, conquistou seu primeiro título da extinta Liga Mundial e o primeiro da seleção sérvia ao derrotar a seleção brasileira na final por 3 sets a 0.
Voltou a subir no lugar mais alto do pódio pelo Campeonato Europeu de 2019, sendo o segundo de sua carreira, além da premiação individual de melhor jogador do torneio.

## Vida pessoal
Uroš Kovačević é irmão mais novo do também jogador de voleibol Nikola Kovačević, que atuou pela seleção sérvia entre os anos de 2005 a 2016.

## Títulos
ACH Volley Ljubljana
- Campeonato Esloveno: 2010–11, 2011–12
- Copa da Eslovênia: 2010–11, 2011–12

Modena Volley
- Copa da Itália: 2014–15

Verona Volley
- Taça Challenge: 2015–16

Trentino Volley
- Mundial de Clubes: 2018
- Taça CEV: 2018–19

Beijing BAIC Motor
- Campeonato Chinês: 2020–21

## Clubes
| Anos      | Clube                      |
| --------- | -------------------------- |
| 2010–2012 | ACH Volley Ljubljana       |
| 2012–2015 | Parmareggio Modena         |
| 2015–2017 | Calzedonia Verona          |
| 2016–2016 | Al Arabi                   |
| 2017–2020 | Itas Trentino              |
| 2020–2021 | Beijing BAIC Motor         |
| 2021–2023 | Aluron CMC Warta Zawiercie |
| 2023–     | Ural Ufa                   |